# Сандха, Фаша
Нур Фа́ша Са́ндха би́нти Хасса́н (малайск. Nur Fasha Sandha binti Hassan; 28 марта 1984, Джохор, Малайзия) — малайзийская актриса и фотомодель.

## Биография
Нур Фаша Сандха бинти Хассан родилась 28 марта 1984 года в Джохоре (Малайзия), но позже переехала в Пинанге, а затем в Перлис, из-за работы отца. В настоящее время Фаша проживает в Куала-Лумпуре.
В 2000 году Фаша окончила «Institut Kebudayaan Negara».

## Карьера
Начиная с 2004 года, Фаша снялась более чем в сорока фильмах и телесериалах. В 2005—2010 года Санхда выиграла пять премий «Anugerah Bintang Popular Berita Harian» в номинациях «Самая популярная актриса кино» и «Самая популярная актриса ТВ».
Также Фаша является фотомоделью.

## Личная жизнь
С 28 апреля 2012 года Фаша замужем за предпринимателем Ризалом Ашрамом Рамли (род.1976). У супругов есть сын — Путра Рэйфал Рамли (род.15.04.2013). 24 марта 2014 года стало известно, что Сандха находится на 1-м месяце беременности со вторым ребёнком пары, который должен родиться этим ноябрём. 